# Wolfgang Georg I. zu Castell-Remlingen

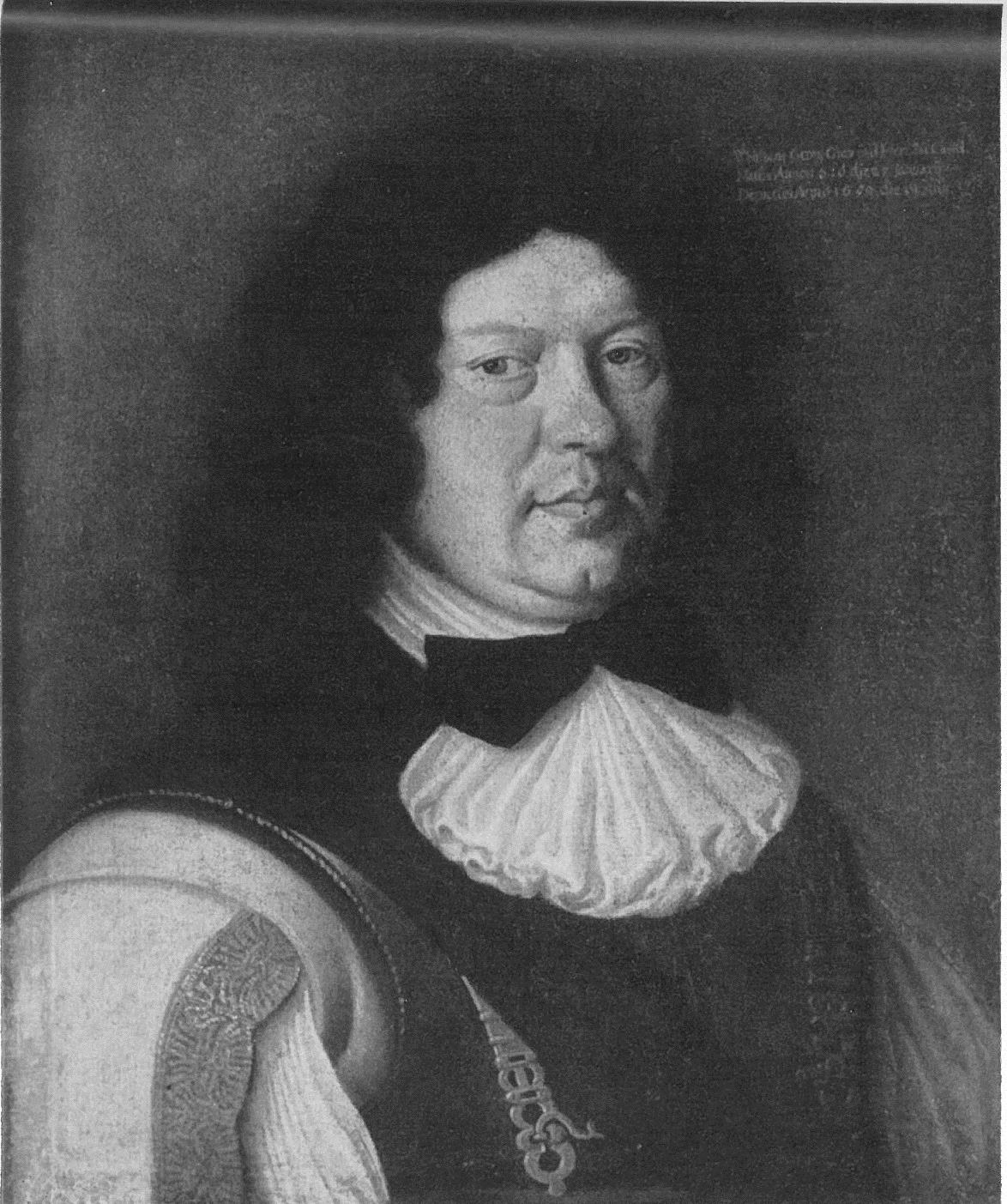
Porträt des Wolfgang Georg I.

Wolfgang Georg I. Graf und Herr zu Castell-Remlingen (* 27. Januar 1610 in Remlingen; † 4. Mai 1668 ebenda) war von 1631 bis 1668 ein Herrscher der geteilten Grafschaft Castell.

## Die Grafschaft vor Wolfgang Georg I.
Einschneidendes Ereignis des 16. Jahrhunderts in der Grafschaft Castell war die einsetzende Reformation. Die Grafen führten die neue Konfession in ihrem gesamten Herrschaftsgebiet ein. Vorgänger des Grafen Wolfgang Georg, die Grafschaft war zeitweise unter drei Brüdern geteilt worden, hatten zunächst Pfründen in den katholischen Bistümern der Umgebung inne. Im Laufe der Zeit nahmen sie jedoch den neuen Glauben an und untermauerten diese Einstellung mit der Unterzeichnung der Konkordienformel im Jahr 1579.
Der direkte Vorgänger des Grafen, sein Vater Graf Wolfgang II., war der Begründer der Linie Castell-Remlingen. Die beiden Brüder Wolfgang und Gottfried wurden auf eine Linienspaltung verpflichtet. Sie sollte bis ins frühe 19. Jahrhundert Bestand haben. Während Gottfried nun in Rüdenhausen und Wiesenbronn residierte, saß Wolfgang in Castell und Remlingen. Er begann auch mit der Erneuerung des Casteller Oberschlosses, bevor der einsetzende Dreißigjährige Krieg die weiteren Arbeiten vereitelte.

## Leben
Wolfgang Georg I. wurde am 27. Januar 1610 in Remlingen als einziges Kind von Graf Wolfgang II. zu Castell-Remlingen und dessen zweiter Frau Juliana von Hohenlohe-Weikersheim geboren. Über die Jugend und Ausbildung des jungen Grafen schweigen die Quellen. Bereits acht Jahre nach der Geburt von Wolfgang Georg brach 1618 der Dreißigjährige Krieg aus, der jedoch die Grafschaft in Franken zunächst noch verschonte.
Als die Kriegshandlungen auch Castell erreichten, machte sich dies durch Truppendurchzüge und Kontributionen bemerkbar. Der junge Graf trat daraufhin einem schwedischen Kontingent bei und zog mit diesem durch das Heilige Römische Reich. Nach dem Tod des Vaters im Jahr 1631 übernahm Wolfgang Georg die Regierung in der Herrschaft. Während der Kriegszüge des Grafen wurde das Schloss in Castell durch schwedische Soldaten geschützt. Das Archiv der Grafen wurde allerdings aus Sicherheitsgründen nach Frankfurt ausgelagert.
Nach dem Tod des Schwedenkönigs Gustav Adolf lösten die Schweden dieses Schutzbündnis. Künftig wurde auch Castell und die Grafschaft von den Durchzügen der vielen Kriegsgegner betroffen. Die gesamte Wirtschaft kam zum Erliegen, fast das gesamte Vieh der Bauern wurde vernichtet und die Äcker verödeten. Nach dem Ende des Krieges begann der Wiederaufbau der zerstörten Gebiete. Auch Wolfgang Georg I. tat sich hierin hervor.
Gleichzeitig engagierte sich der Graf auch in anderen Herrschaften. Hierzu nahm er ab dem Jahr 1650 eine Stelle am württembergischen Hof in Stuttgart an. Er wurde Landhofmeister, Geheimer Rat und Regierungspräsident, sowie Präsident des Rates unter Herzog Eberhard III. Der Graf entfernte sich hierdurch von seiner Bevölkerung, die nach dem Krieg nun weitgehend auf sich allein gestellt war. Wolfgang Georg starb am 4. Mai 1668 in Remlingen.

## Nachkommen
Graf Wolfgang Georg heiratete am 20. November 1636 in Pfedelbach Gräfin Sophie Juliane zu Hohenlohe-Waldenburg. Mit ihr hatte er insgesamt neun Kinder, von denen jedoch nicht alle das Erwachsenenalter erreichten. Die Söhne Wolfgang Dietrich und Friedrich Magnus wurden zu Nachfolgern aufgebaut.
- Georg Ludwig (* 27. Oktober 1638 in Remlingen; † 11. April 1639 in Remlingen)
- Juliane Dorothea (* 30. Januar 1640 in Remlingen; † 5. Mai 1705 in Ingelfingen)
- Wolfgang Dietrich (* 6. Januar 1641 in Remlingen; † 8. April 1709 in Castell)
- Heinrich auf dem Kesselberg (* 7. März 1641 in Mosel; † 16. August 1729 in Germantown)
- Georg Albrecht (* 19. Mai 1642; † 16. März 1643)
- Philipp Gottfried (* 29. Juni 1643; † 17. November 1643 in Remlingen)
- Sophie Luise (* 8. Juli 1645; † 19. Juli 1717 in Castell)
- Friedrich Magnus (* 6. Oktober 1646 in Remlingen; † 17. April 1717 in Augsburg)
- Johann Philipp (* 4. August 1648; † 23. November 1648)
- Eberhard Friedrich (* 26. August 1652 in Stuttgart; † 26. Dezember 1672 in Münster)[4]